# 48715 Balbinot
(48715) Balbinot es un asteroide perteneciente al cinturón de asteroides, descubierto el 13 de septiembre de 1996 por el Equipo del Observatorio de San Vittore desde el propio observatorio, en Italia.

## Designación y nombre
Fue designado inicialmente como 1996 RP2.
Más adelante, en 2017 fue nombrado por Roberto Balbinot (n. 1956) quien es un físico teórico italiano que enseña Relatividad General en la Universidad de Bolonia. Sus campos de investigación incluyen los agujeros negros acústicos, la gravedad cuántica y las teorías de campos y cuerdas.

## Características orbitales
Balbinot orbita a una distancia media del Sol de 3,177 ua, pudiendo acercarse hasta 2,806 ua y alejarse hasta 3,548 ua. Tiene una excentricidad de 0,117 y una inclinación orbital de 4,513° grados. Emplea en completar una órbita alrededor del Sol 2068,37 días.
Pertenece a la familia de asteroides de (10) Hygiea.
Los próximos acercamientos a la órbita de Júpiter ocurrirán el 1 de octubre de 2059, el 21 de agosto de 2070 y el 2 de agosto de 2081.

## Características físicas
Su magnitud absoluta es 13,93. Tiene un diámetro de 9,260 km y su albedo geométrico es de 0,075.